# Tarcisio Galbiati
Tarcisio Galbiati (Lodi, 23 gennaio 1925 – ...) è stato un calciatore italiano, di ruolo attaccante.

## Carriera
Ha esordito sedicenne in Serie B nel Fanfulla, la squadra della sua città, partecipando a quattro campionati nel corso della guerra e ai primi due del dopoguerra, sempre con i bianconeri lodigiani.
In seguito ha militato per una stagione nella Pro Gorizia e una nell'Alessandria.
Ha giocato sempre in Serie B, eccetto il campionato Alta Italia del 1944, a cui partecipavano anche squadre di Serie A. In seconda serie ha totalizzato 63 presenze con 15 gol.